# Ligue nationale pour la liberté des vaccinations
Pour les articles homonymes, voir Ligue.
La Ligue nationale pour la liberté des vaccinations (ou LNPLV) est une association à but non lucratif créée le 8 juillet 1954 par Marcel Lemaire dans le but de lutter contre « l’obligation vaccinale ».

## Histoire

### Origine
La LNPLV se réfère à une tradition de la fin du XIXe siècle, « la Ligue universelle des antivaccinateurs » (ou « la Ligue internationale des antivaccinateurs » fondée par l'ophtalmologue belge, le Dr Hubert Boëns (1825-1898) en 1880), qui représentait un « antivaccinisme » savant regroupant uniquement des médecins et des personnalités, tenant des congrès internationaux (Cologne 1881, Charleroi 1885). L'action de ce courant visait à repousser l'obligation de la vaccination contre la variole en France (projet de loi Liouville 1880) jusqu'au vote de la loi de 1902.
Sous le nom de "Ligue nationale contre l'obligation des vaccinations", l'association est fondée en 1954, par une fusion de trois groupements opposés à l'obligation vaccinale étendue au BCG en 1950 :
- Ligue « Santé et Liberté », fondée en 1948, par Jules Tissot du Muséum d'histoire naturelle ;
- Association des parents des victimes des vaccinations ;
- des personnes de la mouvance « La Vie claire », animée par Henri-Charles Geffroy[2].

Le fondateur est Marcel Lemaire, père de famille et non-médecin, qui refusa le BCG pour son enfant en 1952, et qui fut condamné à une amende,.
L'association fédère aussi des courants hygiénistes prônant une alimentation allant à l'encontre des tendances de la France des années 1950 comme le jeûne, le végétarisme, etc., ainsi que le courant de la pédagogie Freinet. La revue de l'association porte alors le titre Vaccination ou Santé jusqu'en 1966, pour devenir Santé, liberté et vaccinations.

### Actions
La ligue mène une activité de lobbying auprès des parlementaires de la IVe République pour l'abrogation de l'obligation vaccinale. En 1956, une soixantaine de députés envisagent cette abrogation, mais ce mouvement échoue avec l'avènement de la Ve République. En 1961, malgré les efforts de mobilisation, l'opinion publique reste passive et plutôt demandeuse au contraire du vaccin contre la poliomyélite.
L'association décline et reste en sommeil jusqu'en 1964. Elle est alors reprise en main par Fernand Delarue (1924-1979), nouveau secrétaire général, et président de la Ligue de 1968 à 1979. À cette occasion, la ligue change de nom et devient Ligue nationale pour la liberté des vaccinations.
Lors de l'obligation de la vaccination contre la polio (1964), un amendement gouvernemental est proposé à la dernière minute par le député André Fanton. Cet amendement punit d'amende ou de peine de prison toute propagande antivaccinale. Ce texte est repoussé par le Sénat, en partie grâce à la LNPLV qui alerte une autre ligue, la Ligue des droits de l'Homme. Parallèlement, les parlementaires obtiennent l’indemnisation par l’État des accidents post-vaccinaux, mais uniquement si la vaccination obligatoire a été pratiquée en centre de vaccination agréé (article 3 de la loi du 1er juillet 1964).
Sous l'impulsion de Fernand Delarue et de sa compagne Simone, l'association prend un nouvel essor. Elle s'inscrit dans une tradition antipasteurienne savante, se référant à Antoine Béchamp, adversaire de Louis Pasteur, à Jules Tissot, et Louis-Claude Vincent, inventeur d'une « médecine bio-électronique » ; ou encore à des auteurs comme Pierre Delbet et Auguste Neveu faisant du chlorure de magnésium un puissant agent anti-infectieux susceptible de remplacer la vaccination. De nombreux médecins homéopathes sont membres ou sympathisants de l'association.
La crise sociale de mai 1968 permet à l'association de s'élargir, elle compte alors 3 500 adhérents, avec une ouverture à de nouvelles catégories plus jeunes influencées par l'écologisme ou l'agriculture biologique (opposition à la vaccination des troupeaux). Dans les débats publics ultérieurs, elle est souvent désignée sous l'appellation « les ligues antivaccinalistes » alors qu'il n'existe qu'une seule association bien identifiable, au moins jusqu'en 1993. Ce pluriel serait une tentative de renvoyer l'association à une société civile indistincte.
Dans les années 1970, l'association demande l'instauration d'un « carnet immunologique », exigeant des batteries de tests et d'examens avant toute vaccination, les médecins vaccinateurs sont accusés de pratiquer une « médecine foraine », allant à l'encontre du code de déontologie.
Après la mort de Fernand Delarue, l'association est dirigée par Simone Delarue de 1979 jusqu'à sa démission en 1992. Dans les années 1980, le recul général du militantisme social touche aussi la Ligue, qui tend à s'isoler en sympathisant avec des théories du complot. L'association est partagée entre des courants aux limites de mouvances sectaires, tandis que d'autres (comme l'enseignant en biologie Michel Georget) veulent contester la politique vaccinale de façon plus rigoureuse, par analyses de la littérature scientifique.
Cette situation aboutit à une scission avec la création en 1993 d'une Association Liberté Informations Santé (ALIS), proche du mouvement écologiste d'Antoine Waechter, et qui se veut plus combative, voire provocatrice.
Les réfractaires à la vaccination de la LNPLV s'identifient comme une sous-caste réprouvée par le reste de la société. Ils ressentent l'obligation vaccinale, non seulement comme une tracasserie administrative, mais aussi comme une atteinte à la liberté individuelle, voire comme un contrôle politique des corps, ou une intoxication collective au profit de l'industrie pharmaceutique.

## Publications éditées
- Les nouveaux parias, Fernand Delarue, 1971. Par ce titre, les réfractaires à la vaccination s'identifient comme une sous-caste réprouvée par le reste de la société.
- Abolir la vaccination antivariolique, pourquoi ?, 1974.
- L'intoxication vaccinale, 1977. Ouvrage testament de Fernand Delarue[4].
- Les Vaccinations n'ont pas fait régresser les épidémies, de Fernand Delarue et Simone Delarue, édité par la Ligue nationale pour la liberté des vaccinations; 3e éd., (1982).